# Zonierungssystem für Überschwemmung, Rückstau und Starkregen

Logo des Gesamtverbands der Deutschen Versicherungswirtschaft (GDV)

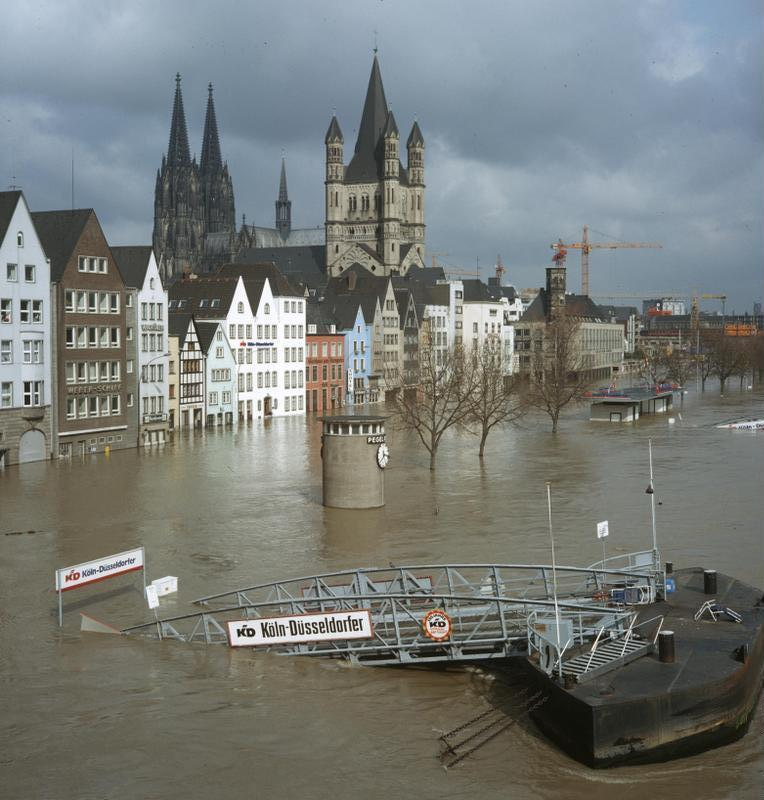
Rhein-Hochwasser am Pegel Köln, April 1983: 9,65 m über Pegel 0

Das Zonierungssystem für Überschwemmung, Rückstau und Starkregen (ZÜRS Geo) ist ein Geoinformationssystem zur Einschätzung von Naturgefahren, ein Zonierungssystem für Überschwemmungs- und die Einschätzung von Umweltrisiken. Es wurde im Jahr 2001 vom Gesamtverband der Deutschen Versicherungswirtschaft (GDV) entwickelt und weist vier Zonen bzw. Gefährdungsklassen für Überschwemmungen („Starkregengefährdungsklassen“, GK) aus, für die das jeweilige Hochwasserrisiko hinsichtlich der statistischen Häufigkeit im Bezug auf Jahre ausgewiesen wird. Eine wichtige Rolle spielen dabei die Überschwemmungsdaten der Wasserwirtschaftsämter sowie Hochwassergefahrenkarten.
Danach kann jedes Gebäude einer der insgesamt vier Gefährdungsklassen zugeordnet werden:
1. Nach gegenwärtiger Datenlage nicht vom Hochwasser größerer Gewässer betroffen: GK 1
2. Statistisch seltener als einmal in 100 Jahren ein Hochwasser („HQ100“): GK 2
3. Statistisch einmal in 10 bis 100 Jahren ein Hochwasser: GK 3, sowie
4. Statistisch einmal in 10 Jahren ein Hochwasser („HQ10“): GK 4

Zur Gefährdungsklasse 2 gehören auch diejenigen Flächen, die bei einem „extremen Hochwasser“ (HQextrem) ebenfalls überflutet sein können.

## InformationsportalKompass Naturgefahren
Die ZÜRS-Daten dienen als Grundlage für das Informationsportal Kompass Naturgefahren des GDV: Damit können sich z. B. Mieter, Hausbesitzer oder Gewerbetreibende online über lokale Hochwassergefährdungen sowie Starkregen-, Blitzschlag-, Sturm- und Erdbebenrisiken informieren. 
Kompass Naturgefahren war Anfang Mai 2019 für die Bundesländer Sachsen, Niedersachsen, Sachsen-Anhalt, Thüringen und Berlin freigeschaltet; es dient als „Proof-Of-Concept“-System für ein bundesweites Naturgefahrenportal nach dem Vorbild Österreichs, das aber in Deutschland von Bund und Ländern noch nicht realisiert worden ist.
Für Baden-Württemberg werden von der landeseigenen Anstalt für Umwelt interaktive Hochwassergefahren- und -risikokarten im „UDO-System“ („Umweltkarten und -Daten Online“) bereitgestellt.